# NGC 3806
NGC 3806 est une galaxie spirale barrée située dans la constellation du Lion. NGC 3806 a été découverte par l'astronome prussien Heinrich Louis d'Arrest en 1862.

## Caractéristiques
La classe de luminosité de NGC 3806 est II et elle présente une large raie HI.

### Distance
Sa vitesse par rapport au fond diffus cosmologique est de 3 829 ± 24 km/s, ce qui correspond à une distance de Hubble de 56,5 ± 4,0 Mpc (∼184 millions d'al).

### Classification

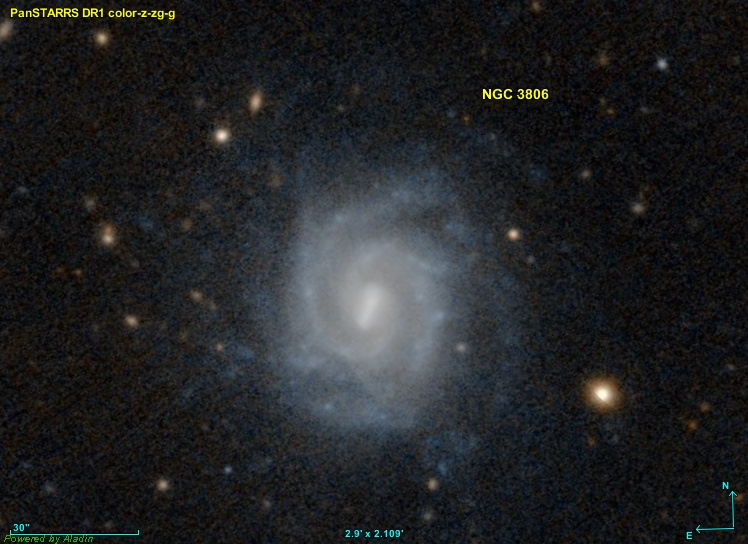
On voit très bien la barre au centre de NGC 3806 sur cette image.

Les avis diffèrent sur la classification de NGC 3806, spirale intermédiaire selon les bases de données NASA/IPAC et HyperLeda et spirale barrée selon le professeur Seligman et par Wolfgang Steinicke. L'image prise par l'étude Pan-STARRS montre assez nettement la présence d'une barre au centre de cette galaxie. La classification de spirale barrée semble correspondre mieux à cette image.

### Brillance de surface
En raison d'une brillance de surface égale à 15,09 mag/am2, on peut qualifier NGC 3806 de galaxie à faible brillance de surface (LSB en anglais pour low surface brightness). Les galaxies LSB sont des galaxies diffuses (D) avec une brillance de surface inférieure de moins d'une magnitude à celle du ciel nocturne ambiant.

## Supernova
La supernova 2013db a été découverte par R. Gagliano,Jack Newton et Tim Puckett le 29 mai 2013. Cette supernova était de type IIp.

## Groupe de NGC 3800
La galaxie NGC 3806 fait partie du groupe de NGC 3800. Ce groupe de galaxies compte au moins 16 membres. Les autres galaxies du New General Catalogue de ce groupe sont NGC 3768, NGC 3790, NGC 3799, NGC 3800, NGC 3801, NGC 3802, NGC 3827 et NGC 3853. Les autres galaxies du groupe sont UGC 6631, UGC 6653, UGC 6666, UGC 6794, MCG 3-30-33 et MCG 3-30-38.
Abraham Mahtessian mentionne aussi l'existence de ce groupe, mais seules les galaxies NGC 3768, NGC 3790, NGC 3801 et NGC 3827 y figurent. La galaxie NGC 3853 figure dans l'article de Mahtessian, mais sous une autre entrée où elle forme une paire de galaxie avec UGC 6666, désigné comme 1139+1618 (CGCG 1139,7+1648). De même, les galaxies NGC 3799 et NGC 3800 figurent aussi sous une autre entrée dans cet article comme une paire de galaxies.